# Бём, Адольф Михаэль
Адольф Михаэль Бём (нем. Adolf Michael Boehm; 25 февраля 1861, Вена — 20 февраля 1927, Клостернойбург) — австрийский живописец и график.

## Биография
Бём учился в «Академии изящных искусств в Вене». Он был одним из основателей «Венского Сецессиона» заседал в его рабочем комитете в 1898 году и публиковал работы в журнале «Весна священная» (лат. Ver Sacrum), но покинул группу в 1905 году. Затем он принял участие в основании «Клостернойбургской ассоциация художников» (нем. Klosterneuburger Künstlerbund) и оказал поддержку Эгону Шиле. С 1910 по 1925 год он был профессором натуры и изучения природы в «Венской школе искусств и ремесел» (нем. Wiener Kunstgewerbeschule). Занимался графическим дизайном, иллюстрировал книги и проектировал мебель и керамику. Его работы демонстрируют самобытный орнаментальный стиль.

## Работа
- «Осенний пейзаж в венском лесу», стеклянная мозаика на вилле Отто Вагнера, 1899 год.

## Галерея

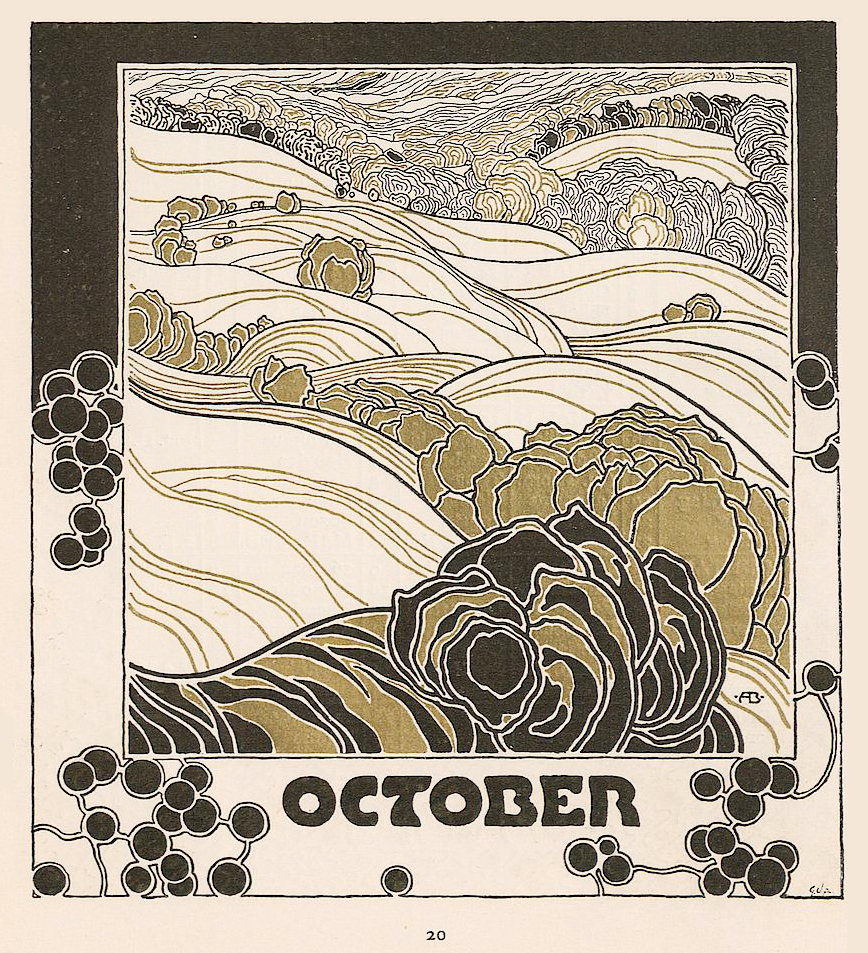
«Календарь 1901 года»
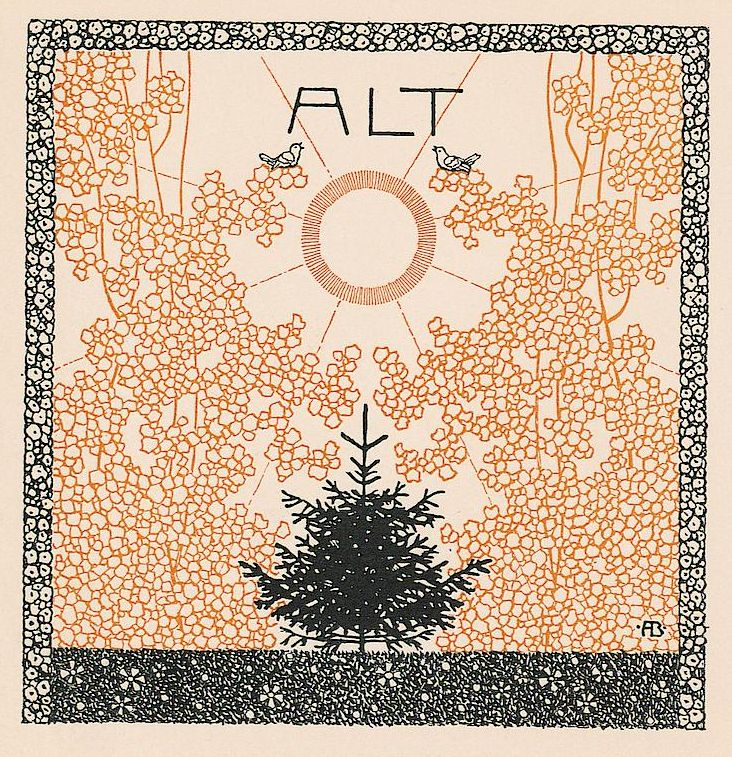
«Старый»